# Petropedetes
Genre
Synonymes
- Tympanoceros Bocage, 1895

Petropedetes est un genre d'amphibiens de la famille des Petropedetidae.

## Répartition
Les 8 espèces de ce genre se rencontrent du Sierra Leone à la Tanzanie et au Kenya.

## Liste d'espèces
Selon Amphibian Species of the World (16 avril 2014) :
- Petropedetes cameronensis Reichenow, 1874
- Petropedetes euskircheni Barej, Rödel, Gonwouo, Pauwels, Böhme & Schmitz, 2010
- Petropedetes johnstoni (Boulenger, 1888)
- Petropedetes juliawurstnerae Barej, Rödel, Gonwouo, Pauwels, Böhme & Schmitz, 2010
- Petropedetes palmipes Boulenger, 1905
- Petropedetes parkeri Amiet, 1983
- Petropedetes perreti Amiet, 1973
- Petropedetes vulpiae Barej, Rödel, Gonwouo, Pauwels, Böhme & Schmitz, 2010

## Publication originale
- Reichenow, 1874 : Eine Sammlung Lurche und Kriechthiere von Westafrika. Archiv für Naturgeschichte, vol. 40, no 1, p. 287-298 (texte intégral).